# (736) Harvard
Harvard o Harvard University és el nom que rep l'Asteroide número 736 del cinturó d'asteroides. Fou descobert per l'astrònom Joel Hastings Metcalf el 16 de novembre del 1912 des de l'observatori de Winchester, Massachusetts.